# Alvorada
Alvorada – miasto w południowej Brazylii, w stanie Rio Grande do Sul, w aglomeracji Porto Alegre. W 2009 miasto liczyło ok. 214 tys. mieszkańców. Ośrodek przemysłu skórzanego, mleczarskiego i mięsnego, ponadto ośrodek handlowy regionu rolniczego. 